# The Climate Book

The Climate Book este o carte non-ficțiune pe tema schimbării climatice și a protecției climei, scrisă de Greta Thunberg în colaborare cu numeroși oameni de știință și jurnaliști științifici. Originalul în limba engleză și traducerile în limbi precum germană, neerlandeză, spaniolă, portugheză, franceză, italiană, suedeză, daneză și norvegiană au fost publicate aproape simultan în octombrie 2022.

## Conținut și intenție
Cartea este un efort de colaborare interdisciplinară, împărțită în cinci părți printr-o structură generală. În total, peste 100 de experți din numeroase discipline precum geofizică, meteorologie, inginerie, matematică, istorie, precum și lideri indigeni au contribuit la carte. Contribuțiile individuale sunt grupate în secțiuni mai mari prin introduceri ale lui Thunberg. Acestea sunt
- 1: Cum funcționează clima;
- 2: Cum se schimbă planeta noastră;
- 3: Cum ne afectează aceasta;
- 4: Ce am făcut în această privință;
- 5: Ce trebuie să facem acum.

Cartea încearcă să pună bazele unei înțelegeri complexe a crizei climatice globale și să schițeze răspunsuri pentru a o aborda. Educația climatică urmează să fie promovată în școli și în mass-media, ceea ce este văzut ca o condiție prealabilă pentru acțiuni semnificative. Thunberg încearcă să abordeze ceea ce ea consideră a fi un fals echilibru în reportaje, expunând manipularea statisticilor de mediu prin "negocierea emisiilor" și etichete înșelătoare, cum ar fi hidrogenul „verde”, și făcând auzite vocile celor care sunt în prezent cei mai afectați de impactul schimbărilor climatice din Sudul global..
O trăsătură unică a cărții, care ar putea fi considerată o critică la o carte atât de ambițioasă, este faptul că îi lipsește o bibliografie și un amplu aparat de adnotare. Experții de autoritate Nu sunt citați, pozițiile lor nu sunt menționate, dar ei înșiși își spun cuvântul..